# ウルクル
ウルクル（バスク語: Urkulu, バスク語発音: [uɾˈkulu]）は、ピレネー山脈西部の山。スペインとフランスにまたがっており、バスク地方の象徴的な山である。ピレネー山脈西部にあり、山麓にはスペイン・ナバーラ州ロンセスバージェスがあり、スペイン＝フランス国境はロンセスバージェス峠（ロンスヴォー峠）である。

## 地理
ウルクルには、スペイン・ナバーラ州のオルバイツェタ旧兵器工場から、またはフランス・バス・ナヴァールのBéhérobieから（オルガンビデシュカ峠経由）、容易に訪れることができる。ピレネー山脈の南斜面に沿って東西に、GR長距離遊歩道11番が伸びている。

## 歴史
ウルクルの山頂からは北斜面も南斜面も広く見渡すことができ、山頂にはローマ時代に遡る塔の遺構が残っている。この塔はローマ人によるアキテーヌ地方の征服を記念して建立されたものであり、中近世には物見櫓として使用された。ローマ時代の「Summum Pyreneum」はアストビスカル峠からちょうど2km離れたAb Asturica Burdigalam道路と同定されている。このため、J・Mヒメノ・フリオやP・ナルバイツなどの研究者は、778年のロンセスバージェスの戦いがウルクルから近い場所で行われたと主張している。ロンセスバージェスの戦いではフランク王国のカール大帝軍がこの地のバスク人に敗北し、この戦いで戦死したとされるローランは叙事詩「ローランの歌」のモデルとなった。サンティアゴ・デ・コンポステーラの巡礼路はロンセスバージェス峠を超えている。